# 路易斯·普贊

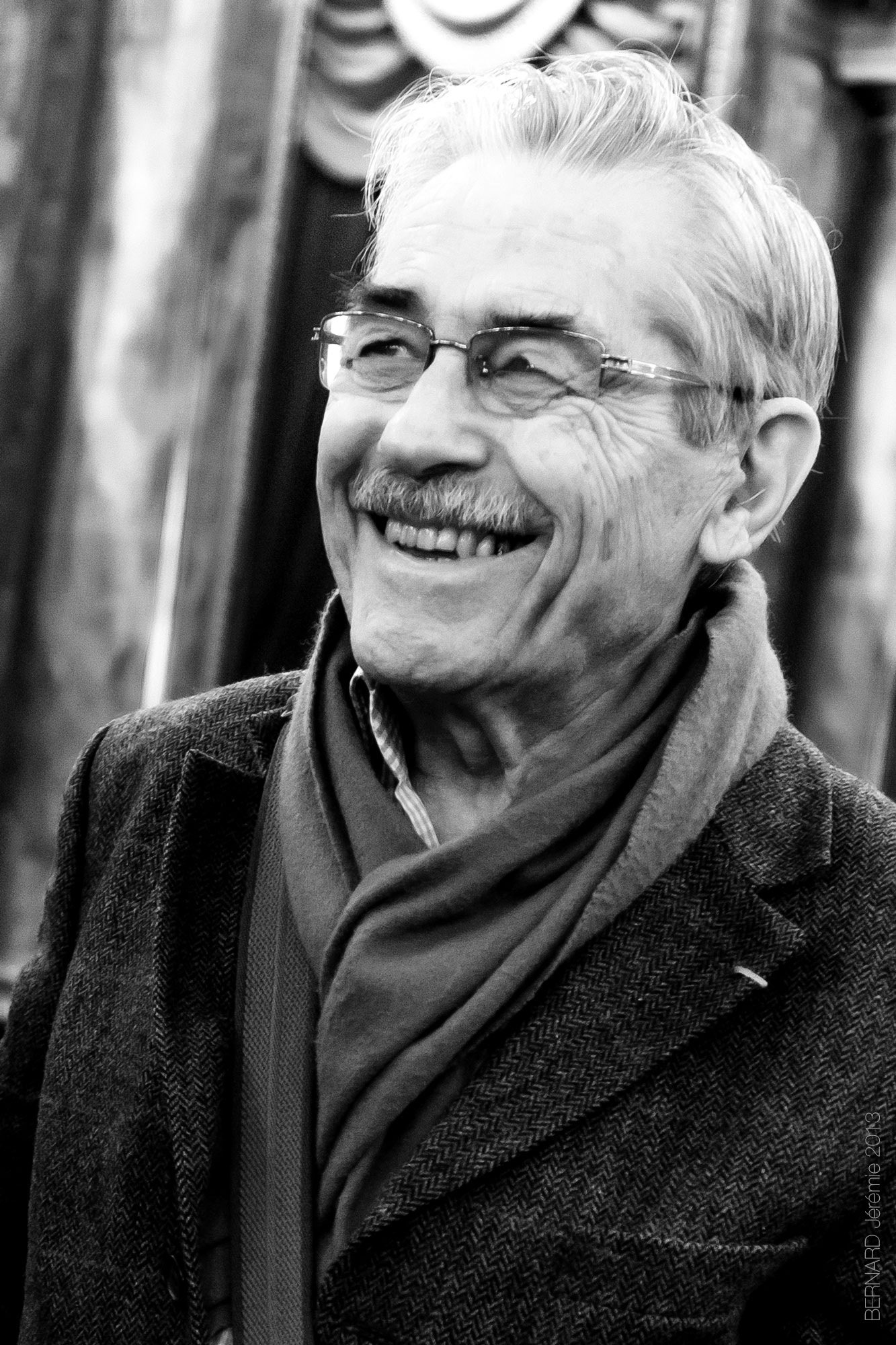
2013年的普贊

路易斯·普贊（法語：Louis Pouzin，1931年—），生於法國涅夫勒省尚特奈聖伊姆貝爾，軟體工程師。他發明了資料包的概念，建立了早期的封包交換網路CYCLADES。這影響了之後的TCP/IP網路協定。

## 生平
畢業於巴黎综合理工学院。
路易斯·普贊曾參與相容分時系統（CTSS）與Multics的開發。1964年至1965年間，路易斯·普贊首次提出殼層（shell）的概念。稍後這個概念在Multics計畫中首次被實作出來。